# Jubeja
Jubeja (lat. Jubaea chilensis), vrsta palme porodice Arecaceae česta u obalnim područjima između 31° i 35° južne širine do 300 metara nadmorske visine. Domovina joj je Čile po kojoj je i dobila ime, a vernakularno je poznata pod nazivom Chilean Wine Palm, jer se od njezinog soka proizvodi slatki osvježavajući sirup i vino. Prinos od jednog stabla palme može biti preko 400 litara soka. Koristi se i u slastičarstvu, od njezinog kandiranog voća proizvode se slastice, a od sjemena (oko 5 cm u promjeru) dobiva s jestivo ulje.
Zahvaljujući svojoj otpornosti od -16°C vjerojatno je najotpornija perasta palma te je zbog toga pogodna za cijelu obalu Jadrana. Impresivnog je izgleda i doseže visinu od 15 – 30 m. 
Prirodno stanište joj je središnji Čile, gdje se može naći od padinama Anda do visine od 1500 m do obalnog područja i u unutrašnjosti do polupustinjskih predjela gdje tijekom zime trpi znatne temperaturne oscilacije. U Europi se uzgaja od 1843. ali je nažalost nema na mnogo mjesta. Pojedinih starih primjeraka ima čak i u Švicarskoj, sjevernoj Francuskoj i Engleskoj što ukazuje na to da dobro podnosi i vlažnu zimu. Dobro raste na izuzetno pjeskovitom tlu te dobro podnosi posolicu. 
Ova palma ima stablo sa slabim usjecima i vjerojatno pravi najveću krošnju od svih palmi. Listovi su s gornje strane zeleni, a s doljnje sivozeleni sa segmentima raspoređenim u V obliku. Palma je jednodomna što znači da jedno stablo posjeduje i muške i ženske cvjetove. Zasjecanjem peteljki dobiva se tekućina bogata šećerom koju Čileanci zovu vino i od nje se pravi med. U vremenu od 6 mjeseci iz ove palme se može dobiti i do 400 litara soka, no na ovaj način se palma ubija pa je zbog toga u svom prirodnom staništu zakonom zaštićena. Zanimljivo je da prvi put cvate tek s 50 godina. Jezgra njezinih plodova je jestiva te okusom podsjeća na kokosov orah. Može se križati s Butiom capitatom. Sjeme joj sporo klija a rast joj je još sporiji. U Čileu postoji izreka da se ova palma sadi za unuke.
Najpoznatija Jubaea chilensis u Hrvatskoj nalazi se u gradu Hvaru na istoimenom otoku i stara je barem 60 godina te pored nje ima još jedna (obje su varijetet s podignutim listovima). Bila je jedna velika Jubaea chilensis u Lovranu ispred hotela Kvarner, ali je odnijela velika zima 1956. godine. Jedan dvadesetogodišnji primjerak se nalazi na Lokrumu.
- J. chilensis, Viña del Mar, čile
- J. chilensis, Nacionlni park La Campana, Čile.
- Voće na palmi
- Novozasađene palmice
- Voće
- Sirup